# Logie Coldstone
Logie Coldstone, schottisch-gälisch: Lògaidh ist eine Ortschaft in der schottischen Council Area Aberdeenshire und war Hauptort des gleichnamigen Parish. Sie liegt rund 35 Kilometer südlich von Huntly und 50 Kilometer westlich von Aberdeen. Die nächstgelegene Ortschaft ist das sechs Kilometer südlich gelegene Dinnet. Logie Colstone liegt am westlichen Rand der Cairngorm Mountains nahe dem Morven Crowe.
Logie Coldstone ist direkt an der A97 gelegen, welche die Ortschaft an das Fernstraßennetz anschließt. Über einen Bahnanschluss verfügt das Dorf nicht. Neben der denkmalgeschützten Kirche Newkirk of Logie Coldstone befindet sich in Logie Coldstone auch eine Grundschule.